# Anna Ostapińska
Anna Ostapińska (ur. 19 grudnia 1950 w Otwocku) – polska kostiumograf.
Ukończyła studia nauczycielskie o specjalizacji plastycznej oraz studia magisterskie – pedagogikę – w roku 1978.

## Filmografia - kostiumy
- 1979 – Droga daleka przed nami (reż. Władysław Ślesicki) – współpraca kostiumograficzna
- 1979 – Prom do Szwecji (reż. Włodzimierz Haupe) – współpraca kostiumograficzna
- 1980 – Punkt widzenia (serial TV reż. Janusz Zaorski) – współpraca kostiumograficzna
- 1980 – Ciosy (reż. Gerard Zalewski) – kostiumy
- 1981 – Debiutantka (reż. Barbara Sass) – kostiumy
- 1981 – Fik - Mik (reż. Marek Nowicki) – kostiumy
- 1981 – Konopielka (reż. Witold Leszczyński) – kostiumy
- 1981 – Miłość ci wszystko wybaczy (reż. Janusz Rzeszowski) – współpraca dekoratorska
- 1981 – Ślepy bokser (reż. Marek Nowicki) – kostiumy
- 1982 – Gwiezdny pył (reż. Andrzej Kondratiuk) – kostiumy
- 1983 – Planeta krawiec (reż. Jerzy Domaradzki) – kostiumy
- 1986 – Dwie Wigilie (reż. Kazimierz Tarnas) – kostiumy
- 1987 – Ballada o Januszku (Serial TV reż. Henryk Bielski) – kostiumy
- 1988 – Obywatel Piszczyk (reż. Andrzej Kotkowski) – kostiumy
- 1988 – Romeo i Julia z Saskiej Kępy (reż. Edward Skórzewski) – kostiumy
- 1988 – Skrzypce Rotszylda (reż. Ewa Bilińska) – kostiumy
- 1989 – Po własnym pogrzebie (reż. Stanisław Jędryka) – kostiumy
- 1989 – Urodzony po raz trzeci (reż. Stanisław Jędryka) – kostiumy
- 1989 – Sztuka kochania (reż. Jacek Bromski) – kostiumy
- 1990 – Rozmowy o Miłości (reż. Mirosław Gronowski) – kostiumy
- 1991 – Panny i wdowy (reż. Janusz Zaorski) – kostiumy
- 1991 – Panny i wdowy (serial TV reż. Janusz Zaorski) – kostiumy
- 1993 – Wow (serial TV reż. Jerzy Łukaszewicz) – kostiumy
- 1997–2007 – Klan – współpraca kostiumograficzna
- 2002 – Klan (odcinek specjalny) – współpraca kostiumograficzna
- 2006–2007 – Kopciuszek – kostiumy
- 2008 – Skorumpowani – kostiumy